# Mathis Picouleau
Mathis Christophe Picouleau (Rennes, 8 maggio 2000) è un calciatore francese, centrocampista del Concarneau.

## Carriera

### Club
Cresciuto nel settore giovanile del Rennes, dal 2018 al 2020 ha collezionato 31 presenze e due reti con la squadra riserve. Il 6 luglio 2020 è stato acquistato dal Valenciennes, club di Ligue 2, con cui ha firmato un contratto triennale.

### Nazionale
Ha rappresentato le nazionali giovanili francesi, totalizzando 35 presenze e due reti.

## Statistiche

### Presenze e reti nei club
Statistiche aggiornate al 13 febbraio 2023.
| Stagione            | Squadra             | Campionato          | Campionato | Campionato | Coppe nazionali | Coppe nazionali | Coppe nazionali | Coppe continentali | Coppe continentali | Coppe continentali | Altre coppe | Altre coppe | Altre coppe | Totale | Totale |
| Stagione            | Squadra             | Comp                | Pres       | Reti       | Comp            | Pres            | Reti            | Comp               | Pres               | Reti               | Comp        | Pres        | Reti        | Pres   | Reti   |
| ------------------- | ------------------- | ------------------- | ---------- | ---------- | --------------- | --------------- | --------------- | ------------------ | ------------------ | ------------------ | ----------- | ----------- | ----------- | ------ | ------ |
| 2017-2018           | Rennes 2            | N2                  | 3          | 0          |                 | -               | -               |                    | -                  | -                  |             | -           | -           | 3      | 0      |
| 2018-2019           | Rennes 2            | N3                  | 18         | 0          |                 | -               | -               |                    | -                  | -                  |             | -           | -           | 18     | 0      |
| 2019-2020           | Rennes 2            | N3                  | 10         | 2          |                 | -               | -               |                    | -                  | -                  |             | -           | -           | 10     | 2      |
| Totale Rennes 2     | Totale Rennes 2     | Totale Rennes 2     | 31         | 2          |                 | -               | -               |                    | -                  | -                  |             | -           | -           | 31     | 2      |
| 2020-2021           | Valenciennes        | L2                  | 28         | 1          | CF              | 2               | 0               |                    | -                  | -                  |             | -           | -           | 30     | 1      |
| 2021-2022           | Valenciennes        | L2                  | 19         | 1          | CF              | 2               | 1               |                    | -                  | -                  |             | -           | -           | 21     | 2      |
| 2022-2023           | Valenciennes        | L2                  | 20         | 1          | CF              | 2               | 0               |                    | -                  | -                  |             | -           | -           | 22     | 1      |
| Totale Valenciennes | Totale Valenciennes | Totale Valenciennes | 67         | 3          |                 | 6               | 1               |                    | -                  | -                  |             | -           | -           | 73     | 4      |
| Totale carriera     | Totale carriera     | Totale carriera     | 98         | 5          |                 | 6               | 1               |                    | -                  | -                  |             | -           | -           | 104    | 6      |